# Copia de carbón oculta
Copia de carbón  o con copia oculta (CCO) es un campo del encabezado de un mensaje de correo electrónico. A diferencia del campo Para (o A) y la casilla CC, las direcciones de correo electrónico añadidas a CCO permanecen invisibles a los destinatarios del mensaje. En algunos proveedores de correo es necesario hacer clic en un enlace del encabezado para que aparezca este campo ("Añadir CCO", "Mostrar CCO" o "Mostrar CC: y CCO:"). Si no se traduce del inglés se lo encuentra como BCC (Blind Carbon Copy, "Copia de Carbón Ciega", si se traduce literalmente). Desde las opciones de estos proveedores suele ser posible hacer que esta casilla aparezca automáticamente. Esta casilla se usa con diferentes objetivos:
- Para enviar una copia del mensaje a una tercera persona sin que el destinatario principal lo sepa (o cuando no se quiere que el destinatario principal conozca la dirección electrónica de dicha tercera persona).
- Para enviar o reenviar un mensaje a varios destinatarios sin que cada uno de ellos reciba las direcciones electrónicas de los demás. Esto es una precaución anti correo masivo, virus (y otro tipo de malware), bulos y suplantación de identidad porque evita que los destinatarios propaguen gran cantidad de direcciones de correo electrónico (que es lo que ocurre si se ponen las direcciones en los campos Para o CC), con el riesgo de que caigan en manos de remitentes de correo masivo y /o de virus (u otro tipo de badware), hoax y mensajes con suplantación de identidad. Por esta razón, a menudo tiene sentido usar CCO en las listas de correo.

En principio (salvo en algunos proveedores de correo web) es posible enviar un mensaje a todas las direcciones como CCO, sin que necesariamente deba ponerse algo en el campo Para, algunos rellenan el campo con "Destinatarios ocultos" ('Undisclosed recipients en inglés)'. Sin embargo, en caso de que el cliente de correo exija escribir un destinatario en este campo, la recomendación más habitual es utilizar la dirección del propio remitente del correo, o una dirección falsa, de esta manera se preserva la privacidad de todos los destinatarios.